# Шталаг 325
Штал́аг 325 (нім. Stammlager für kriegsgefangene Mannschaften und Unteroffiziere 325) — створений керівництвом Третього Рейху табір для радянських військовополонених (пізніше поповнювався в'язнями з інших країн).

## Історія
Табір «Шталаг 325» існував з липня 1941 по квітень 1942 року в м. Рава-Руська (окупована територія УРСР).
Сателітні табори «Шталагу 325» були розташовані на Західній Україні: у Львові (Шталаг 328), Тернополі, Золочеві, Стрию, Замості, Звежинці, Мельці, Теребовлі та Сколе.
За час існування «Шталагу 325» в Раві-Руській тут побувало понад 18 тисяч радянських військовополонених, яких гітлерівці майже повністю знищили. Ув'язнення пережило біля 6 тис. людей.
Крім радянських, тут перебували й іноземні військовополонені, в тому числі 20 тис. французів. Існував також штрафний табір для французьких та бельгійських членів руху опору.
В кінці квітня 1942 року в процесі розформування та ліквідації «Шталагу 325» в Замості нацистами була проведена «зачистка» військовополонених і організовано передана в СД група військовополонених з колишнього командно-керівного складу РСЧА, серед них — співробітники особливих відділів, прикордонних військ, політруки та євреї.

## Спогади
Французькі в'язні, яким пощастило вижити, організували у Франції товариство «Ceux de Rawa Ruska — Union Nationale des Deportes». Деякі з них написали спогади про Рава-Руський «Шталаг 325», чи твори про нього:
- Лоран Кошель (повість «Так пливе човен»),
- Арман Тупе («Маруська»),
- Андре Пизей («Без зброї та багажу»).

## Додаткова література
- Le camp de la goutte d'eau, Presses de la Cité, Paris, 1998 ISBN 2-258-00709-7